# برياتيكو
برياتيكو هي مدينة كومونة وبلدة ساحلية تقع في كالابريا ، إيطاليا ، تقع مقاطعة فيبو فالينتيا . و في عام 2007 قدر عدد سكان برياتيكو بـ نحو 4053 نسمة. 